# Corridonia
Corridonia es una localidad y comune italiana de la provincia de Macerata, región de las Marcas, con 15 242 habitantes.
Esta ciudad se llamaba Montolmo, después Pausula por identificación con la ciudad romana de Pausulae. Fue denominada con el nombre actual en 1931 en recuerdo de Filippo Corridoni, sindicalista revolucionario, intelectual socialista e interventista muerto el 23 de octubre de 1915 en la Zanja de las Frascas (Trincea delle Frasche), en San Martino del Carso.

## Galería fotográfica

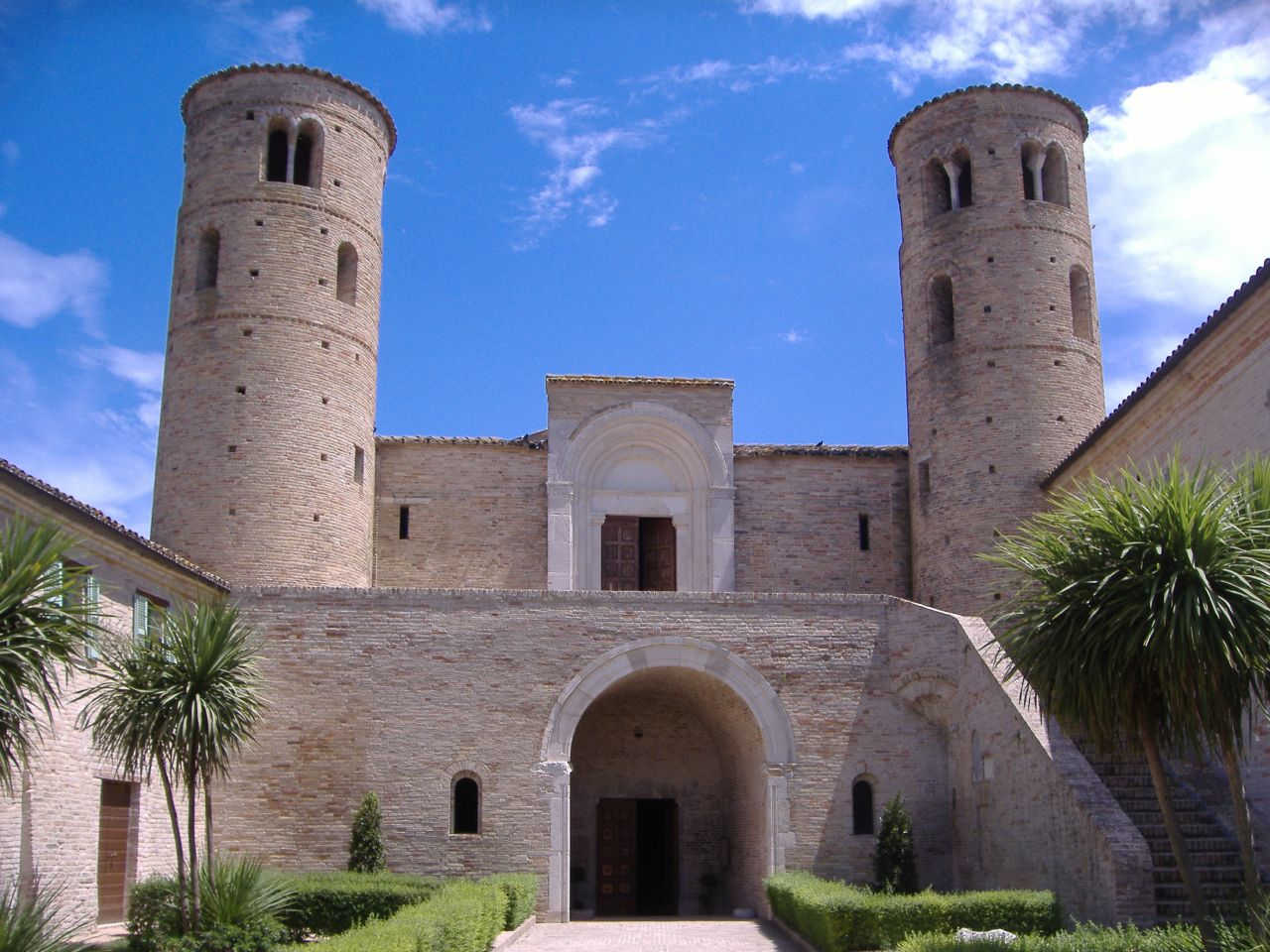
Iglesia de San Claudio al Chienti
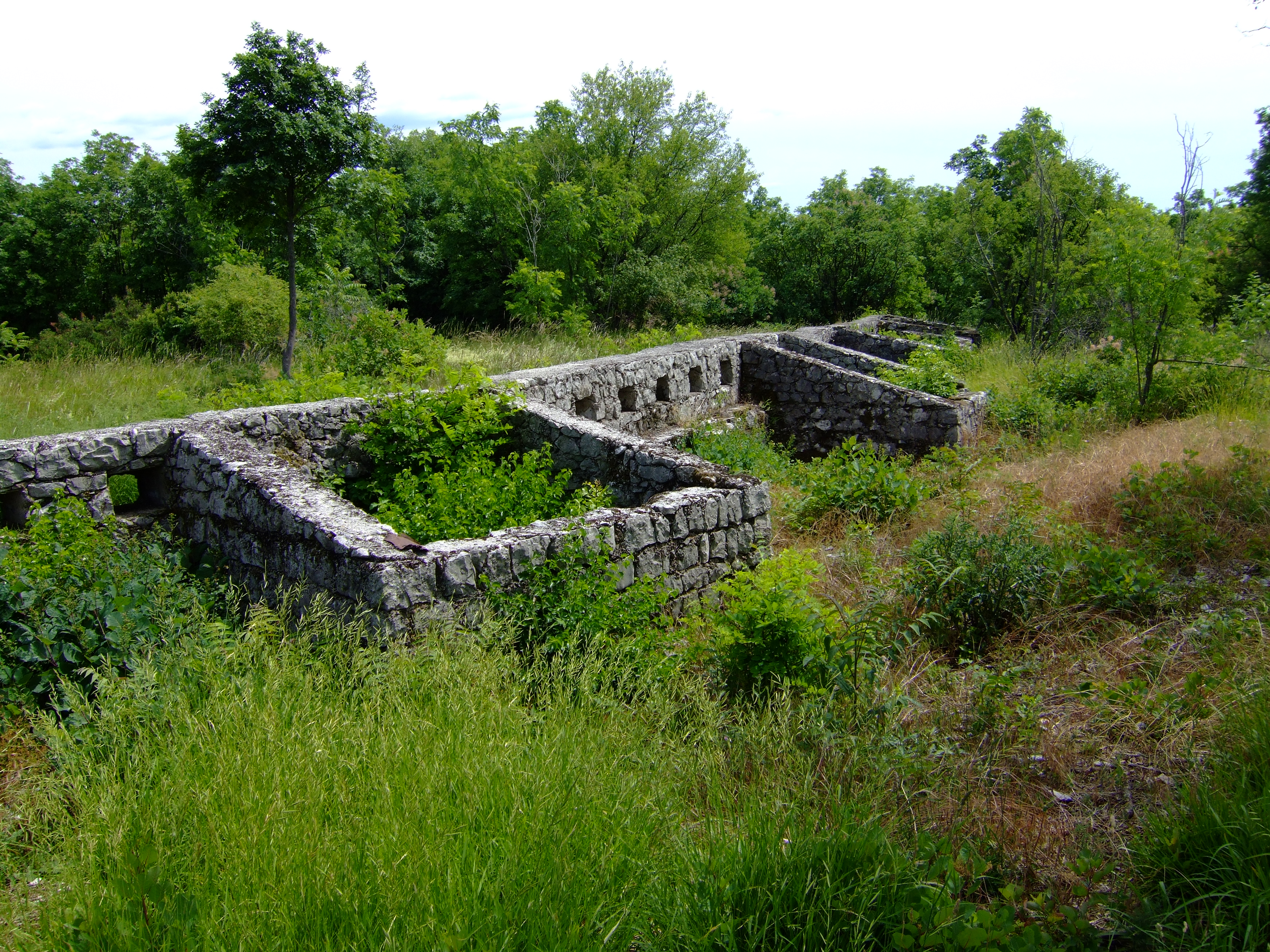
La Zanja de las Frascas, donde murió Filippo Corridoni

## Corridonianos destacados
- Gaetano Michetti, obispo de Pésaro de 1975 hasta 1998.

## Evolución demográfica
| Gráfica de evolución demográfica de Corridonia entre 1861 y 2001 |
|                                                                  |
| Fuente ISTAT - elaboración gráfica de Wikipedia                  |